# Гурвиц, Лео
Ле́о Толстой Гу́рвиц (англ. Leo Tolstoy Hurwitz; 23 июня 1909, Бруклин, Нью-Йорк, США — 4 января 1991, Манхэттен, Нью-Йорк, США) — американский кинорежиссёр, кинопродюсер, сценарист, оператор и монтажёр.

## Биография
Лео Толстой Гурвиц родился младшим ребёнком в семье выходцев из России (ныне Украина) Соломона Гурвица и Евы Ривы Качер, эмигрировавших в Америку в 1896 году. В Америке отец работал журналистом в леворадикальной газете на идише «Фрайе арбетер штиме» (Свободный рабочий голос).
Окончил Гарвардский университет. В 1930—е годы был одним из основателей кинообъединений «Рабочая кинофотолига» и «Фронтир фильм» (англ. Frontier Films). Дебютировал в 1932 году («Голос»). В своих фильмах обращался к актуальным остросоциальным вопросам: будь то последствия засухи, поразившей ряд районов США, борьба испанских республиканцев с франкистами, борьба американских профсоюзов за права трудящихся или обличение расизма. В годы Второй мировой войны снимал хроникальные сюжеты для службы информации американской армии. В годы маккартизма подвергался гонениям как убеждённый сторонник марксизма. Вершиной его публицистической работы считается фильм «Приговор на завтра» («Процесс Эйхмана»), повествующий о суде над нацистским преступником Эйхманом.
Был трижды женат: на Джейн Дадли, на Пегги Лоусон и на Нелли Берлингам. Сёстры — танцовщица София Делза (1903—1996) и детские психоаналитики Мари Бриль (англ. Marie Briehl, 1897—1993) и Розетта Гурвиц (1895—1981).

## Фильмография

### Монтажёр
- 1937 — Сердце Испании / Heart of Spain (к/м)
- 1942 — Родная земля / Native Land
- 1981 — Диалог с ушедшей женщиной / Dialogue with a Woman Departed

### Оператор
- 1936 — Плуг, вспахавший равнину / The Plow That Broke the Plains (к/м, с Паре Лоренцем[англ.])
- 1981 — Диалог с ушедшей женщиной / Dialogue with a Woman Departed
- 1999 —  / Un spécialiste, portrait d'un criminel moderne

### Сценарист
- 1936 — Волна / Redes (английские диалоги)
- 1942 — Родная земля / Native Land
- 1981 — Диалог с ушедшей женщиной / Dialogue with a Woman Departed

### Режиссёр
- 1932 — Голос /
- 1934 — Скоттсборо /
- 1942 — Родная земля / Native Land
- 1949 — Странная победа / Strange Victory
- 1956 —  / The Museum and the Fury
- 1961 — Процесс Эйхмана[6] / Eichmann Trial (ТВ)
- 1981 — Диалог с ушедшей женщиной / Dialogue with a Woman Departed

### Продюсер
- 1937 — Сердце Испании / Heart of Spain (к/м, с Полом Стрендом)
- 1942 — Родная земля / Native Land
- 1981 — Диалог с ушедшей женщиной / Dialogue with a Woman Departed

## Награды
- 1981 — Приз ФИПРЕССИ 31-го Берлинского международного кинофестиваля («Диалог с ушедшей женщиной»)